# Thor Hushovd
Thor Hushovd, norveški kolesar, * 18. januar 1978, Grimstad.
Hushovd je trenutno najboljši norveški cestni kolesar. Profesionalec je od leta 2000, vse od takrat je zvest enemu moštvu, Crédit Agricole. Leta 2004 je postal prvi Norvežan, ki je na Tour de Franceu nosil rumeno majico.
Uspehe je dosegal že v kategoriji mlajših članov, pred dopolnjenim 23. letom je postal svetovni prvak v kronometru, dobil je U-23 izvedbi klasičnih dirk Pariz-Roubaix in Pariz-Tours.
Hushovd meri 1.83 m in tehta 81 kg.

## Največji uspehi
| Uvrstitev | Vrsta dirke                         | Sezona              | Država     |
| --------- | ----------------------------------- | ------------------- | ---------- |
| 1. mesto  | Etapa Tour de France                | 2002, 2004, 2x 2006 | Francija   |
| 1. mesto  | Nosilec rumene majice               | 2004, 2006          | Francija   |
| 1. mesto  | Gent-Wevelgem                       | 2006                | Belgija    |
| 1. mesto  | Norveško prvenstvo                  | 2002, 2x 2004, 2005 | Norveška   |
| 1. mesto  | Dirka po Normandiji                 | 2001                | Francija   |
| 1. mesto  | etapa Vuelta a España               | 2005                | Španija    |
| 1. mesto  | Svetovno prvenstvo U-23, kronometer | 1998                | Nizozemska |